# Les Bordes-sur-Arize
Les Bordes-sur-Arize è un comune francese di 532 abitanti situato nel dipartimento dell'Ariège nella regione dell'Occitania.

## Società

### Evoluzione demografica
Abitanti censiti